# Церковь Святой Екатерины (Мурино)
Храм Свято́й Великомученицы Екатери́ны — православный храм в городе Мурино Всеволожского района Ленинградской области. Принадлежит Выборгской епархии Русской православной церкви. Настоятель — протоиерей Николай Тетерятников.

## История
17 января 1786 года владелец села Мурино граф Александр Романович Воронцов обратился к митрополиту Гавриилу с просьбой о постройке церкви. Средства на строительство выделил отец графа, попросил назвать церковь во имя святой Екатерины, в память о скончавшейся жене своего младшего сына Семёна — графине Екатерине Алексеевне.
В мае 1786 года по проекту Н. А. Львова рядом с усадьбой была заложена однопрестольная приходская церковь. 25 февраля 1790 года храм был освящён.
Существует предположение, что образа для иконостаса написал В. Л. Боровиковский.
В храме хранилась икона Божией Матери «Всех скорбящих Радость», которая ранее принадлежала царевне Наталье Алексеевне.
В 1856 году была переделана колокольня; в 1914—1915 годах при ремонте укреплены наружные стены здания.
Ночью 18 октября 1918 года был убит сторож и ограблена церковь. 2 мая 1922 года изъяты ценности из церкви, запечатаны и доставлены в уездную комиссию по Муринской волости.
В церкви снимались сцены венчания из кинофильма «Дубровский».
3 мая 1938 года на Радоницу состоялось последнее богослужение перед закрытием церкви. В 1940 году здание передано под клуб.
В 1941 году в связи с наступлением финских войск было принято постановление о ликвидации церкви. В военные годы храм не пострадал. Он служил наблюдательным пунктом и временным убежищем для беженцев.
1944 году православные жители села Мурина и близлежащих к нему поселений возбудили ходатайство о регистрации религиозной общины и передаче ей здания церкви. Это ходатайство повторялось в 1946, 1947 и 1948 годах, но ответа на своё обращение верующие не получили.
После войны здание церкви передано под «нужды народного хозяйства». Его арендовали парголовское предприятие «Заготпункт» и муринское сельпо, переоборудовавшие помещение в склад соли. В алтаре хранились овощи. Действовал пункт приёма стеклотары.
В 1965 году уполномоченный по делам религиозных культов по Ленинграду и Ленинградской области Н. М. Васильев в ходе реализации постановления Президиума Верховного Совета СССР «О некоторых фактах нарушения социалистической законности в отношении верующих», принял неожиданное решение — отдать православную церковь лютеранской общине. Финны-лютеране неоднократно обращались к нему с ходатайствами о передаче им любой пустующей в Ленинградской области с 1930-х годов кирхи, но получили ответ: «Считаю целесообразным передать верующим лютеранам здание бывшей православной церкви в Мурино». 23 марта 1965 года председатель исполкома Всеволожского горсовета В. Н. Леонтьев не согласился с мнением уполномоченного Н. М. Васильева и на его запрос о передаче лютеранам церкви в селе Мурино дал категорический отказ. Затем такой же категорический отказ был дан Леонтьевым и православным.
В 1960-х годах, при подготовке к сносу Троице-Лесновской церкви, её прихожане безуспешно хлопотали о получении в «бесплатное пользование» Муринской церкви. В ответ на это в 1968 году Всеволожский райисполком принял решение «О снятии с учёта и сносе памятника архитектуры XVIII века в селе Мурино». К счастью, оно не было приведено в исполнение.
В здании происходила формовка десятиметрового гипсового хоккеиста. Предлагалось использовать также помещение в качестве музея или концертного зала.
Летом 1988 года церковь наконец возвратили православной общине. После этого началась интенсивная косметическая реставрация. 6 декабря того же года, накануне престольного праздника, митрополит Ленинградский и Новгородский Алексий освятил восстановленный храм. При этом митрополит подарил церкви икону святой великомученицы Екатерины с надписью: «Сей святой образ вмц. Екатерины был вручен митрополиту Таллинскому и Эстонскому Алексию 25 ноября 1980 г. Митрополитом Кипрским Варнавой в городе Катарини, Греция, в память его служения в городе, носящем её имя».
На Муринском кладбище расположена часовня Святой Екатерины, построенная после 2010 года
Предположительно, к Екатерининской церкви была приписана церковь во имя Архангела Михаила, находившаяся в посёлке Медвежий Стан, ныне включённом в состав города Мурино.

## Архитектура
Церковь построена по довольно редкому архитектурному типу «иже под колоколы», в стиле классицизма. В одном здании совмещены четыре вертикальные части: цокольный этаж — сводчатые помещения усыпальницы; церковь, занимающая основной объём здания; ярус звона (колокольня); бельведер (ротонда) с коринфской колоннадой (12 колонн). Последние два яруса были выполнены из дерева.
В интерьере преобладают плавные полуциркульные линии. Свет поступает только через небольшие окна в апсидах. Присутствуют каннелированные дорические колонны, кессонированные своды и купол. Полукруглый иконостас декорирован белыми колоннами коринфского ордера с позолоченными капителями.